# César-díjak 1988
A 13. Césarok éjszakáján, melyet 1988. március 12-én a párizsi Kongresszusi Központban tartottak meg, és amelyen az 1987-ben mozikba került filmeket és azok alkotóit részesítették elismerésekben, Miloš Forman cseh filmrendező, színész és forgatókönyvíró elnökölt.
A legsikeresebb alkotásnak Louis Malle 1943-ban, a megszállt Franciaországban játszódó, részben önéletrajzi indíttatású filmdrámája, a Viszontlátásra, gyerekek! bizonyult, főszerepében az akkor debütáló, 12 éves Raphaël Fejtővel; 9 jelölésből 7 Césart szerzett (legjobb film, rendező, forgatókönyv, operatőr, vágás, díszlet és hang). A legjobb színész, illetve a színésznő díjakat A nagy út főszereplői vitték el, a többi filmnek egy-egy kisebb díjjal kellett beérnie. A legjobb külföldi film díját Bernardo Bertolucci Az utolsó császár című, kínai-olasz-brit-francia koprodukcióban készült filmdrámájának ítélték.
A rendezvényen, amely alkalmat adott arra, hogy tisztelegjenek a közelmúltban elhunyt Fred Astaire, Lino Ventura, valamint a már tíz éve eltávozott Charlie Chaplin emléke előtt, tiszteletbeli Césart vehetett át Serge Silberman filmproducer.

## Díjazottak
| Díjak                                      | Díjazottak és jelöltek |
| ------------------------------------------ | --- |
| legjobb film                               | - Viszontlátásra, gyerekek! (Au revoir les enfants), rendezte: Louis Malle - A nagy út (Le grand chemin), rendezte: Jean-Loup Hubert - Les innocents, rendezte: André Téchiné - A Sátán árnyékában (Sous le soleil de Satan), rendezte: Maurice Pialat - Tandem, rendezte: Patrice Leconte                                                                                                 |
| legjobb rendező                            | - Louis Malle – Viszontlátásra, gyerekek! (Au revoir les enfants) - Jean-Loup Hubert – A nagy út (Le grand chemin) - André Téchiné – Les innocents - Maurice Pialat – A Sátán árnyékában (Sous le soleil de Satan) - Patrice Leconte – Tandem |
| legjobb színésznő                          | - Anémone – A nagy út (Le grand chemin) - Sandrine Bonnaire – A Sátán árnyékában (Sous le soleil de Satan) - Catherine Deneuve – Zavarodott felügyelő (Agent trouble) - Nastassja Kinski – A szerelem betege (Maladie d'amour) - Jeanne Moreau – Papu, a csodás (Le miraculé) |
| legjobb színész                            | - Richard Bohringer – A nagy út (Le grand chemin) - Jean Carmet – Miss Mona - Gérard Depardieu – A Sátán árnyékában (Sous le soleil de Satan) - Gérard Jugnot – Tandem - Christophe Malavoy – De guerre lasse - Jean Rochefort – Tandem |
| legjobb mellékszereplő színésznő           | - Dominique Lavanant – Zavarodott felügyelő (Agent trouble) - Anna Karina – Cayenne Palace - Marie Laforêt – Fucking Fernand - Sylvie Joly – Papu, a csodás (Le miraculé) - Bernadette Lafont – Maszkok (Masques) |
| legjobb mellékszereplő színész             | - Jean-Claude Brialy – Les Innocents - Tom Novembre – Zavarodott felügyelő (Agent trouble) - Jean-Pierre Kalfon – A bagoly kiáltása (Le cri du hibou) - Jean-Pierre Léaud – A prostituáltnak álcázott rendőrnő (Les keufs) - Guy Marchand – Noyade interdite |
| legígéretesebb fiatal színésznő            | - Mathilda May – A bagoly kiáltása (Le cri du hibou) - Anne Brochet – Maszkok (Masques) - Julie Delpy – Béatrice passiója (La passion Béatrice) - Sophie Renoir – A barátnőm barátja (L'ami de mon amie) |
| legígéretesebb fiatal színész              | - Thierry Frémont – A film varázsa (Travelling avant) - Cris Campion – A becsület mezején (Champ d'honneur) - Pascal Légitimus – L'oeil au beur(re) noir - François Négret – Viszontlátásra, gyerekek! (Au revoir les enfants) |
| legjobb operatőr                           | - Renato Bernard – Viszontlátásra, gyerekek! (Au revoir les enfants) - Patrick Blossier – Miss Mona - Willy Kurant – A Sátán árnyékában (Sous le soleil de Satan) |
| legjobb vágás                              | - Emmanuelle Castro – Viszontlátásra, gyerekek! (Au revoir les enfants) - Yann Dedet – A Sátán árnyékában (Sous le soleil de Satan) - Raymonde Guyot – A nagy út (Le grand chemin) |
| legjobb eredeti vagy adaptált forgatókönyv | - Louis Malle – Viszontlátásra, gyerekek! (Au revoir les enfants) - Patrick Dewolf és Patrice Leconte – Tandem - Jean-Loup Hubert – A nagy út (Le grand chemin) - Éric Rohmer – A barátnőm barátja (L'ami de mon amie) - Colo Tavernier – Béatrice passiója (La passion Béatrice) |
| legjobb filmzene                           | - Michel Portal – A becsület mezején (Champ d'honneur) - Philippe Sarde – Les innocents - Gabriel Yared – Zavarodott felügyelő (Agent trouble) |
| legjobb hang                               | - Jean-Claude Laureux, Claude Villand és Bernard Leroux – Viszontlátásra, gyerekek! (Au revoir les enfants) - Dominique Hennequin, Jean-Louis Ughetto – Les innocents - Bernard Bats, Gérard Lamps – Egy szerelmes férfi (Un homme amoureux) |
| legjobb díszlet                            | - Willy Holt – Viszontlátásra, gyerekek! (Au revoir les enfants) - Guy-Claude François – Béatrice passiója (La passion Béatrice) - Jean-Pierre Kohut-Svelko – Egy házban az ellenséggel (Ennemis intimes) |
| legjobb jelmez                             | - Jacqueline Moreau – Béatrice passiója (La Passion Béatrice) - Olga Berluti – De guerre lasse - Corinne Jorry – Viszontlátásra, gyerekek! (Au revoir les enfants) |
| legjobb elsőmű                             | - L'oeil au beur(re) noir, rendezte: Serge Meynard - Avril brisé, rendezte: Liria Begeja - Flag, rendezte: Jacques Santi - Vörös alsószoknya (Le jupon rouge), rendezte: Geneviève Lefebvre - Le moine et la sorcière, rendezte: Suzanne Schiffman |
| legjobb animációs rövidfilm                | - Le petit cirque de toutes les couleurs, rendezte: Jacques-Rémy Girerd - Transatlantique, rendezte: Bruce Krebs |
| legjobb fikciós rövidfilm                  | - Présence féminine, rendezte: Éric Rochant - D'après Maria, rendezte: Jean-Claude Robert - Pétition, rendezte: Jean-Louis Comolli |
| legjobb dokumentum rövidfilm               | - L'été perdu, rendezte: Dominique Théron - Pour une poignée de kurus, rendezte: Christian Raimbaud, Gilbert Augerau |
| legjobb plakát                             | - Stéphane Bielikoff – Tandem - Philippe Lemoine – Az utolsó császár (The Last Emperor) - Benjamin Baltimore, Luc Roux – A Sátán árnyékában (Sous le soleil de Satan) - Philippe Lemoine – Egy szerelmes férfi (Un homme amoureux) |
| legjobb külföldi film                      | - Az utolsó császár (The Last Emperor), rendezte: Bernardo Bertolucci ( CHN, ITA, UK, FRA) - Aki legyőzte Al Caponét (The Untouchable), rendezte: Brian De Palma ( USA) - Berlin felett az ég (Der Himmel über Berlin), rendezte: Wim Wenders ( NSZK, FRA) - Interjú (Intervista), rendezte: Federico Fellini - Fekete szemek (Ocsi csornije), rendezte: Nyikita Mihalkov ( ITA, USA, URS) |
| tiszteletbeli César                        | - Serge Silberman |

## Többszörös jelölések és elismerések
A statisztikában a különdíjak nem lettek figyelembe véve.
| Jelölés | Díj | Magyar cím                | Eredeti cím             |
| ------- | --- | ------------------------- | ----------------------- |
| 9       | 7   | Viszontlátásra, gyerekek! | Au revoir les enfants   |
| 7       | 0   | A Sátán árnyékában        | Sous le soleil de Satan |
| 6       | 2   | A nagy út                 | Le grand chemin         |
| 6       | 1   | –––                       | Tandem                  |
| 5       | 1   | –––                       | Les innocents           |
| 4       | 1   | Béatrice passiója         | La passion Béatrice     |
| 4       | 1   | Zavarodott felügyelő      | Agent trouble           |
| 2       | 1   | A bagoly kiáltása         | Le cri du hibou         |
| 2       | 1   | –––                       | L'oeil au beur(re) noir |
| 2       | 0   | A barátnőm barátja        | L'ami de mon amie       |
| 2       | 1   | A becsület mezején        | Champ d'honneur         |
| 2       | 0   | –––                       | De guerre lasse         |
| 2       | 0   | Maszkok                   | Masques                 |
| 2       | 0   | –––                       | Miss Mona               |
| 2       | 0   | Papu, a csodás            | Le miraculé             |
| 2       | 0   | Egy szerelmes férfi       | Un homme amoureux       |